# Amadeu I de Saboia
Amadeu I de Saboia "o Cauda" (morreu em 1051 ou 1056) foi conde de Saboia a partir da morte de seu pai, Humberto I de Saboia "O Mãos-brancas" (Maurienne, 980 - Hermillon, 1 de Julho de 1042) até sua morte em 1051 ou 1056.
A quando da sua morte já o seu filho mais velho e herdeiro havia morrido, assim foi o seu irmão mais novo de Otão I de Saboia o seu sucessor como conde de Sabóia.. Também foi  Conde de Maurienne.

## Relações familiares
Foi filho de Humberto I de Saboia "O Mãos-brancas" (Maurienne, 980 - Hermillon, 1 de Julho de 1042) e de Aucilia de Lenzburg, tida como filha de Olderico Manfredo II de Turim (992 - Turim, 29 de Outubro de 1040) e de Berta de Este.
Casou-se com Adila ou Adalegidal ou Adelaide e teve dois filhos:
1. Umberto de Saboia (? - 1051) morreu criança.
2. Aimão de Saboia (? - 1060), bispo de Belley.
3. Gisela de Saboia, por vezes confundida com Teteberga de Rheinfelden (a 1.ª esposa de Geraldo II de Genebra), casada por duas vezes, a 1ª em 1053 à Luís I de Faucigny (? - 1060) senhor de Faucigny, e a 2ª com Geraldo II de Genebra (c. 1020 - 1080),  conde de Genebra.